# Franka Potente
Franka Potente (Münster, 22 juli 1974) is een Duitse actrice. Ze is internationaal onder meer te zien in de films Lola rennt en The Bourne Identity. Potente kreeg zowel in 1999 als 2000 de Duitse Filmprijs voor de actrice van het jaar, gekozen door het publiek.

## Biografie
Potente is de oudste van twee kinderen. Haar broer is drie jaar jonger. Haar vader was leraar en haar moeder medisch assistente. Haar achternaam komt uit Sicilië, waar haar bet-overgrootvader vandaan kwam. Op haar zeventiende ging ze als uitwisselingsstudente naar het Amerikaanse Texas. Twee jaar later ging ze studeren aan het Lee Strasberg Theatre Institute in New York. Haar eerste film was "Nach fünf im Urwald" uit 1995. Ze woont nu in Berlijn.

## Discografie
- Tykwer, Heil & Klimek - Lola Rennt (1998) (gastzang)
- Wish (Komm Zu Mir) (1998) (ft. Thomas D) (single)
- Believe (1998) (single)
- Easy Day (1999) (ft. Bananafishbones) (single)
- Tykwer, Heil & Klimek - Der Krieger + Die Kaiserin (2000) (gastzang)